# Charveyron
Le Charveyron est un ruisseau du département du Rhône dans la région Auvergne-Rhône-Alpes et un affluent de la rivière Turdine, donc un sous-affluent du Rhône, par la Brévenne, l'Azergues et la Saône.

## Géographie
Ce ruisseau prend naissance à proximité du mont Jean Pin, à l'ouest de la commune de Joux à 837 m d'altitude, et conflue avec la Turdine, en rive droite, sur la même commune de Joux, à 489 m d'altitude, en amont du lac et barrage de Joux sur la Turdine.

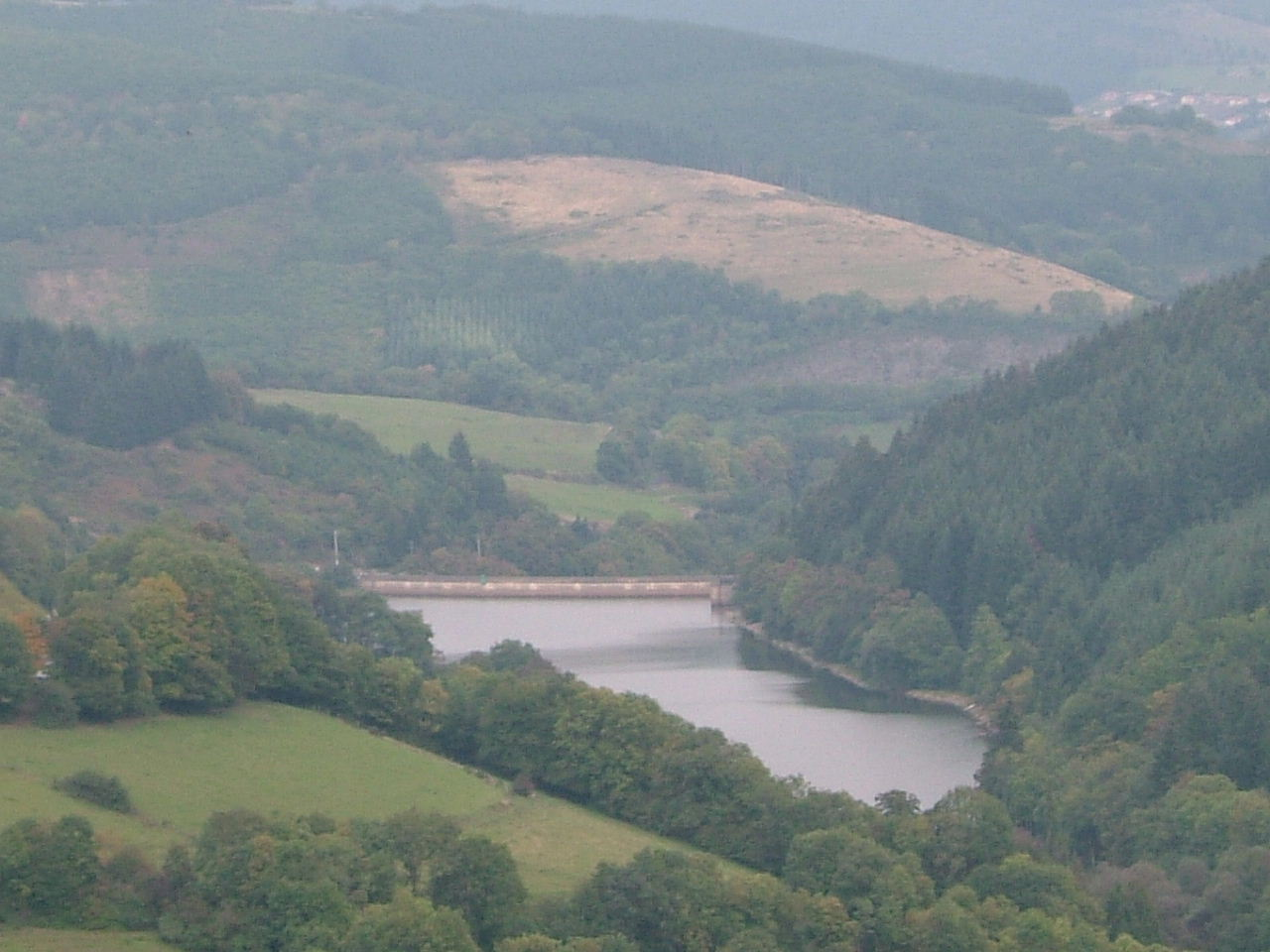
Vue lointaine du Barrage de Joux

De 2,7 km de longueur, il adopte la direction du nord-est dès sa naissance. Deux lieux portent un nom éponyme. Un hameau, en ruine, est situé en contrebas de la ligne du partage des eaux, à l'est du GR 7. L'autre est l'un des lotissements du village de Joux.